# Clerks II
Clerks II is een film uit 2006 en het vervolg op regisseur Kevin Smiths debuutfilm Clerks. (1994). Hoewel met een veel groter budget geschoten, in kleur en nu met verschillende bekende acteurs in de filmploeg (zoals Ben Affleck, Jason Lee en Rosario Dawson) ontleent de film net als het eerste deel zijn grootste kracht aan de dialogen tussen hoofdpersonages Randal (Jeff Anderson) en Dante (Brian O'Halloran).
Tien jaar na de oorspronkelijke Clerks. zijn de twee nog niets opgeschoten in hun leven. Nog altijd werkend (lees: rondhangend) in het lokale winkeltje vullen ze hun dagen met een beetje praten over films, muziek en seks. Als de winkel afbrandt, zijn ze ineens verplicht om na te denken over wat ze eigenlijk willen.
Ook het inmiddels voor Smith-films kenmerkende duo Jay en Silent Bob ontbreekt niet.

## Trivia
- Het dansje dat Jay uitvoert voor de Mooby-winkel is een imitatie van het dansje dat moordenaar Buffalo Bill voor de spiegel deed in de thriller Silence of the Lambs. De muziek waarop dit gebeurt (in beide films) heet Goodbye horses en wordt gezongen door zangeres Q Lazzarus.
- Hoewel de film zich afspeelt in New Jersey (Kevin Smiths geboorteplaats) is hij opgenomen in Californië.